# Monitor (televisieprogramma)
Monitor is een televisieprogramma uit de koker van de gezamenlijke Nederlandse omroepen verenigd in de NTS. Het kwam uit de koker van Carel Enkelaar en werd uitgezonden vanuit Studio Santbergen.
In september 1966 werden Joop van Zijl (destijds radioverslaggever) en Ton Neelissen (chef van kunstredactie) aangetrokken als eindredacteuren van het dan nieuwe televisieprogramma Monitor. De presentatie werd onder meer verzorgd door Ageeth Scherphuis, Philip Bloemendal, Kees Brusse en Frits van Turenhout ("nul-nul"). Het programma startte flitsend in oktober 1966 met een satellietverbinding via Early Bird. Zo konden de burgemeesters van New York (John Vliet Lindsay) en Amsterdam (Gijs van Hall) even met elkaar spreken.
Het uit losse onderdelen bestaande programma had ook een kinderrubriek in Flipper, later Skippy en Paulus de boskabouter. Door de onderlinge strijd tussen de omroepen sukkelde het weg tot een "keuvelend familieprogramma".
Het programma werd door sommigen als te links ervaren met medewerkers als Bloemendal, Scherphuis en Jan Nagel. De eerste twee stopten na een seizoen, en vanaf het najaar van 1968 ging Monitor in een nieuwe formule verder. Eind 1968 werd het programma echter gestaakt. Het werd vervangen door Matinee. Presentatrice Marjan Berk kon nog mee, alhoewel er al sprake was van een programma dat door een omroepster van dienst aan elkaar gesproken zou worden. In mei 1969 verdween ook de NTS; zij ging op in de NOS.
Dichter en liedjesschrijver Michel van der Plas vond het een weinig enerverend programma en noemt het in zijn tekst voor het lied Zondagmiddag Buitenveldert (1969), vertolkt door Frans Halsema.